# Z・ロー
Z・ロー（Z-Ro、ズィーロー、本名: ジョゼフ・W・マクヴェイ、1976年6月6日 - )は、アメリカ合衆国テキサス州出身のラッパー、シンガー、音楽プロデューサー。
スクリュード・アップ・クリックのメンバーであり、1998年の『Look what you did to me』でソロデビュー。
2006年のアルバム『I'm Still Livin'』は、薬物不法所持で収監中に発売された。
Z・ローの音楽に共通するテーマは、しばしば彼の経験と関連している犯罪、貧困についてである。例えば、「Hate You」のミュージックビデオは彼が刑務所に収監中に撮影されている。また、希望あるメッセージを届ける曲「Lovely Day」や「T.H.U.G (True Hero Under God)」なども制作している。